# Tour de Romandie 2023
Die Tour de Romandie 2023 war die 76. Austragung des Schweizer Etappenrennens. Das Radrennen fand vom 25. bis zum 30. April im Rahmen von sechs Etappen statt und war Teil der UCI WorldTour 2023.
Den Gesamtsieg sicherte sich der Brite Adam Yates (UAE Team Emirates) mit einem Vorsprung von 19 Sekunden auf Matteo Jorgenson (Movistar) und 27 Sekunden auf Damiano Caruso (Bahrain Victorious). Matteo Jorgenson sicherte sich zudem die Nachwuchswertung, während Ethan Hayter (Ineos Grenadiers) die Punktewertung und Julien Bernard (Trek-Segafredo) die Bergwertung gewann. In der Mannschaftswertung setzte sich mit dem UAE Team Emirates die Mannschaft des Gesamtsiegers durch.

## Streckenführung
Insgesamt mussten die Fahrer auf den sechs Etappen 691,5 Kilometer zurücklegen. Es standen drei hüglige Etappen und eine Bergankunft sowie zwei Einzelzeitfahren auf dem Programm. Nach dem Prolog am Genfersee in Le Bouveret führte die Strecke in den Jura, wo zwei hüglige Etappen anstanden. Während die zweite Etappe am Lac de Joux endete, startete die dritte Etappe im französischen Morteau. Die vierte Etappe wurde im Rahmen eines Einzelzeitfahrens im Kanton Freiburg um die Stadt Châtel-Saint-Denis ausgetragen, ehe mit einer Bergankunft in Thyon 2000 die Königsetappe folgte. Mit 2090 Metern Seehöhe bildete das Skigebiet den höchsten Punkt der 76. Austragung. Die abschließende fünfte Etappe führte die Fahrer nach Genf.
| Etappe         | Datum              | Strecke                                 | Typ                 | km    |
| -------------- | ------------------ | --------------------------------------- | ------------------- | ----- |
| Prolog         | Di, 25. April 2023 | Le Bouveret – Le Bouveret               | Einzelzeitfahren    | 6,8   |
| 1              | Mi, 26. April 2023 | Crissier – Vallée de Joux               | Mittelgebirgsetappe | 170,9 |
| 2              | Do, 27. April 2023 | Morteau – La Chaux-de-Fonds             | Mittelgebirgsetappe | 162,7 |
| 3              | Fr, 28. April 2023 | Châtel-Saint-Denis – Châtel-Saint-Denis | Einzelzeitfahren    | 18,7  |
| 4              | Sa, 29. April 2023 | Sion – Thyon 2000                       | Hochgebirgsetappe   | 161,6 |
| 5              | So, 30. April 2023 | Vufflens-la-Ville – Genf                | Mittelgebirgsetappe | 170,8 |
| Gesamtdistanz: | Gesamtdistanz:     | Gesamtdistanz:                          | Gesamtdistanz:      | 691,5 |

## Reglement
Im Rahmen der 76. Auflage wurden Trikots für die Gesamtwertung (gelb), Punktewertung (orange), Bergwertung (hellblau) und Nachwuchswertung (weiß) vergeben. Zudem gab es eine Auszeichnung des kämpferischsten Fahrers und eine Teamwertung, die sich aus den Zeiten der drei besten Fahrer pro Etappe ergab.  Zudem gab es die Möglichkeit, Zeitbonifikationen zu gewinnen, um sich in der Gesamtwertung zu verbessern. Die Vergabe der Sekunden sowie der Punkte wird in der folgenden Tabelle erklärt.
|               |                                        | 1. | 2. | 3. | 4. | 5. | 6. | 7. | 8. | 9. | 10. | 11. | 12. | 13. | 14. | 15. | Platz    |
| Punktewertung | Zielankunft (Zeitfahren & Bergankunft) | 30 | 25 | 22 | 19 | 17 | 15 | 13 | 11 | 9  | 7   | 6   | 5   | 4   | 3   | 2   | Punkte   |
| Punktewertung | Zielankunft                            | 50 | 30 | 20 | 18 | 16 | 14 | 12 | 10 | 8  | 7   | 6   | 5   | 4   | 3   | 2   | Punkte   |
| Punktewertung | Zwischensprint                         | 15 | 10 | 6  |    |    |    |    |    |    |     |     |     |     |     |     | Punkte   |
| Bergwertung   | 1. Kategorie                           | 12 | 8  | 6  | 4  | 2  |    |    |    |    |     |     |     |     |     |     |          |
| Bergwertung   | 2. Kategorie                           | 8  | 6  | 4  | 2  | 1  |    |    |    |    |     |     |     |     |     |     |          |
| Bergwertung   | 3. Kategorie                           | 5  | 3  | 2  | 1  |    |    |    |    |    |     |     |     |     |     |     |          |
| Bonussekunden | Zielankunft                            | 10 | 6  | 4  |    |    |    |    |    |    |     |     |     |     |     |     | Sekunden |

## Teilnehmende Mannschaften und Fahrer
Neben den 18 UCI WorldTeams nahmen auch drei UCI ProTeams und eine Auswahl des Schweizer Nationalteams an dem Rennen teil. Für jede Mannschaft waren sieben Fahrer startberechtigt. Von den 154 Startern erreichten 119 das Ziel der letzten Etappe.
Als Favoriten auf den Gesamtsieg galten Adam Yates, Juan Ayuso (beide UAE Team Emirates), Simon Yates (Jayco AlUla), Sergio Higuita, Cian Uijtdebroeks (beide Bora-hansgrohe), Egan Bernal (beide Ineos Grenadiers), Gino Mäder (Bahrain Victorious), Matteo Jorgenson (Movistar), Romain Bardet (DSM), Ion Izagirre (Cofidis), Steven Kruijswijk, Tobias Foss (beide Jumbo-Visma), Fausto Masnada (Soudal Quick-Step), Thibaut Pinot (Groupama-FDJ), Rui Costa (Intermarché-Circus-Wanty) und Michael Woods (Israel-Premier Tech).
Aufgrund der hügligen Etappen gingen mit Mark Cavendish (Astana Qazaqstan), Elia Viviani, Ethan Hayter (beide Ineos Grenadiers), Fernando Gaviria (Movistar), Ethan Vernon (Soudal Quick-Step), Giacomo Nizzolo (Israel-Premier Tech), Alberto Dainese (DSM), Quinten Hermans (Alpecin-Deceuninck), Magnus Cort Nielsen (EF Education-EasyPost), Dion Smith (Intermarché-Circus-Wanty) und Dušan Rajović (Bahrain Victorious) nur wenige endschnelle Fahrer bei der Rundfahrt an den Start.
In den beiden Zeitfahren galten in erster Linie der Weltmeister Tobias Foss (Jumbo-Visma), Ethan Hayter (Ineos Grenadiers), Rémi Cavagna (Soudal Quick-Step) und Matteo Sobrero (Jayco AlUla) als mögliche Etappensieger.
| UCI WorldTeams | UCI WorldTeams        | UCI WorldTeams | UCI WorldTeams           | UCI WorldTeams | UCI WorldTeams    | UCI ProTeams | UCI ProTeams           | Nationalteams |
| -------------- | --------------------- | -------------- | ------------------------ | -------------- | ----------------- | ------------ | ---------------------- | ------------- |
| ACT            | AG2R Citroën Team     | GFC            | Groupama-FDJ             | DSM            | Team DSM          | IPT          | Israel-Premier Tech    | Schweiz       |
| ADC            | Alpecin-Deceuninck    | IGD            | Ineos Grenadiers         | JAY            | Team Jayco AlUla  | LTD          | Lotto Dstny            |               |
| AST            | Astana Qazaqstan Team | ICW            | Intermarché-Circus-Wanty | TFS            | Trek-Segafredo    | TUD          | Tudor Pro Cycling Team |               |
| TBV            | Bahrain Victorious    | TJV            | Jumbo-Visma              | UAD            | UAE Team Emirates |              |                        |               |
| BOH            | Bora-Hansgrohe        | MOV            | Movistar Team            |                |                   |              |                        |               |
| COF            | Cofidis               | SOQ            | Soudal Quick-Step        |                |                   |              |                        |               |
| EFE            | EF Education-EasyPost | ARK            | Team Arkéa-Samsic        |                |                   |              |                        |               |

## Rennverlauf und Ergebnisse
Im Prolog setzte sich der Tscheche Josef Černý (Soudal Quick-Step) mit einer Sekunde vor dem Weltmeister  im Einzelzeitfahren Tobias Foss (Jumbo-Visma) und seinem Teamkollegen Rémi Cavagna durch. Die Favoriten im Kampf um das Gesamtklassement erreichten das Ziel mit einem Rückstand von weniger als 30 Sekunden, wobei sich Juan Ayuso (UAE Team Emirates) mit dem 13. Platz und einem Rückstand von 12 Sekunden die beste Ausgangsposition sicherte.
Die zweite Etappe endete in einem Massensprint aus einem reduzierten Fahrerfeld. Der Etappensieg ging an Ethan Vernon (Soudal Quick-Step), der zugleich aufgrund der Zeitbonifikationen die Gesamtwertung von seinem Mannschaftskollegen Josef Černý übernahm. Mit Simon Yates (Jayco AlUla), Mark Cavendish, Alexei Luzenko (beide Astana Qazaqstan) und Rui Costa (Intermarché-Circus-Wanty) gaben mehrere bekannte Fahrer die Rundfahrt am zweiten Tagesabschnitt auf. Auch die zweite Etappe endete in einem Massensprint aus einer kleinen Hauptgruppe, obwohl es im Finale zu zahlreichen Angriffen von unterschiedlichen Fahrern kam. Schlussendlich setzte sich Ethan Hayter (Ineos Grenadiers) vor Juan Ayuso und Romain Bardet (DSM) durch. Ethan Hayter übernahm zudem die Gesamtführung und lag nun sechs Sekunden vor Tobias Foss. Juan Ayuso rückte aufgrund der Zeitbonifikationen auf den vierten Gesamtrang vor und lag nun elf Sekunden zurück.
Im Einzelzeitfahren der dritten Etappe setzte sich Juan Ayuso durch und übernahm zugleich die Gesamtwertung. Auf den Plätzen zwei und drei folgten Matteo Jorgenson (Movistar) und Adam Yates (UAE Team Emirates) mit fünf bzw. 17 Sekunden Rückstand. Die meisten Gesamtklassement-Fahrer erreichten das Ziel mit weniger als einer Minute Rückstand auf den Tagessieger. Fausto Masnada (Soudal Quick-Step) und Michael Woods (Israel-Premier Tech) verloren rund eineinhalb Minuten, während Sergio Higuita (Bora-hansgrohe) die dritte Etappe nicht in Angriff nahm. In der Gesamtwertung lag Juan Ayuso nun mit einem Vorsprung von 18 Sekunden vor Matteo Jorgenson und 19 Sekunden vor Tobias Foss. Adam Yates wies als Gesamtfünfter einen Rückstand von 30 Sekunden auf seinen Teamkollegen auf.
Die vierte Etappe endete mit einer Bergankunft in Thyon 2000. Mit Tobias Foss ging der Gesamtdritte nicht an den Start der Etappe. Im 20 Kilometer langen Schlussanstieg fiel der Gesamtführende Juan Ayuso rund acht Kilometer vor dem Ziel zurück und wies im Ziel einen Rückstand von fast dreieinhalb Minuten auf. Der Etappensieg und die Gesamtführung gingen an seinen Teamkollegen Adam Yates, der die Etappe mit einem Vorsprung von sieben Sekunden auf Thibaut Pinot (Groupama-FDJ) gewann. Dahinter folgte eine kleine Gruppe von vier Fahrern, die rund 20 Sekunden verloren. Vor der Abschlussetappe führte Adam Yates aufgrund der Bonussekunden die Gesamtwertung mit einem Vorsprung von 19 Sekunden auf Matteo Jorgenson an. Mit 27 Sekunden Rückstand folgte Damiano Caruso (Bahrain Victorious) als Gesamtdritter.
Die fünfte und letzte Etappe endete in einem Massensprint, in dem sich Fernando Gaviria (Movistar) vor Nikias Arndt (Bahrain-Victorious) und Ethan Hayter durchsetzte. In der Gesamtwertung kam es zu keinen nennenswerten Veränderungen, wodurch Adam Yates als Gesamtsieger feststand.
Prolog: Le Bouveret – Le Bouveret (6,8 km)
Der erste Abschnitt wurde in Form eines Prologs in Le Bouveret am Genfersee ausgetragen. Nach dem Start auf dem Chemin du Canal führte die Strecke für kurze Zeit in Richtung Süden, ehe die Fahrer entlang der Rhone zurück zum Startort gelangten. Das Ziel befand sich unweit des Aquaparc. Die flache Strecke enthielt nur wenige Kurven und verlief auf schmalen Straßen.
| Platz | Fahrer         | Nation | Team                   | Zeit                   |
| ----- | -------------- | ------ | ---------------------- | ---------------------- |
| 01.   | Josef Černý    | CZE    | Soudal Quick-Step      | 0:07:25 h (55,01 km/h) |
| 02.   | Tobias Foss    | NOR    | Jumbo-Visma            | + 0:01 min             |
| 03.   | Rémi Cavagna   | FRA    | Soudal Quick-Step      | "                      |
| 04.   | Nico Denz      | GER    | Bora-hansgrohe         | + 0:04 min             |
| 05.   | Joel Suter     | SUI    | Tudor Pro Cycling Team | + 0:05 min             |
| 05.   | Ethan Hayter   | GBR    | Ineos Grenadiers       | "                      |
| 07.   | Mikkel Bjerg   | DEN    | UAE Team Emirates      | + 0:09 min             |
| 08.   | Matteo Sobrero | ITA    | Team Jayco AlUla       | "                      |
| 09.   | Ivo Oliveira   | POR    | UAE Team Emirates      | "                      |
| 010.  | Ethan Vernon   | GBR    | Soudal Quick-Step      | + 0:10 min             |

| Platz | Fahrer         | Nation | Team                   | Zeit       |
| ----- | -------------- | ------ | ---------------------- | ---------- |
| 01.   | Josef Černý    | CZE    | Soudal Quick-Step      | 0:07:25 h  |
| 02.   | Tobias Foss    | NOR    | Jumbo-Visma            | + 0:01 min |
| 03.   | Rémi Cavagna   | FRA    | Soudal Quick-Step      | "          |
| 04.   | Nico Denz      | GER    | Bora-hansgrohe         | + 0:04 min |
| 05.   | Joel Suter     | SUI    | Tudor Pro Cycling Team | + 0:05 min |
| 05.   | Ethan Hayter   | GBR    | Ineos Grenadiers       | "          |
| 07.   | Mikkel Bjerg   | DEN    | UAE Team Emirates      | + 0:09 min |
| 08.   | Matteo Sobrero | ITA    | Team Jayco AlUla       | "          |
| 09.   | Ivo Oliveira   | POR    | UAE Team Emirates      | "          |
| 10.   | Ethan Vernon   | GBR    | Soudal Quick-Step      | + 0:10 min |

Etappe 1: Crissier – Vallée de Joux (170,9 km)
Die erste Etappe wurde in Crissier gestartet und endete auf dem Plateau des Vallée de Joux im Dorf Le Sentier. Nach dem Start im Hinterland von Lausanne führte die Strecke auf den ersten 60 Kilometern flach über Orbe zum Neuenburgersee. Nach 53 gefahrenen Kilometern wurde unweit von Yverdon-les-Bains der erste Zwischensprint ausgefahren, ehe die ersten Anstiege des Jura in Angriff genommen wurden. In Fontanezier (823 m) und Mauborget (1190 m) wurden bei den Kilometern 66 und 73,6 Bergwertungen der 2. Kategorie abgenommen. Im Anschluss drehte die Fahrtrichtung gen Süden und die Fahrer durchfuhren Sainte-Croix und Vallorbe. Kurz darauf wurde mit dem Col du Mont d’Orzeires (1030 m) die letzte Bergwertung des Tages 48,3 Kilometer vor dem Ziel überquert. Diese war 3,8 Kilometer lang und wies eine durchschnittliche Steigung von knapp 7 % auf. Die letzten Kilometer führten im Uhrzeigersinn um den Lac de Joux, wobei rund 30 Kilometer vor dem Ziel die erste Zieldurchfahrt erfolgte. 15,9 Kilometer vor dem Ziel wurde bei L’Abbaye der zweite Zwischensprint ausgefahren.
| Platz | Fahrer            | Nation | Team                     | Zeit                   |
| ----- | ----------------- | ------ | ------------------------ | ---------------------- |
| 01.   | Ethan Vernon      | GBR    | Soudal Quick-Step        | 4:05:34 h (41,76 km/h) |
| 02.   | Thibau Nys        | BEL    | Trek-Segafredo           | "                      |
| 03.   | Milan Menten      | BEL    | Lotto Dstny              | "                      |
| 04.   | Romain Bardet     | FRA    | Team DSM                 | "                      |
| 05.   | Jacopo Mosca      | ITA    | Trek-Segafredo           | "                      |
| 06.   | Nick Schultz      | AUS    | Israel-Premier Tech      | "                      |
| 07.   | Lilian Calmejane  | FRA    | Intermarché-Circus-Wanty | "                      |
| 08.   | Clément Venturini | FRA    | AG2R Citroën Team        | "                      |
| 09.   | Ivo Oliveira      | POR    | UAE Team Emirates        | "                      |
| 10.   | Quinten Hermans   | BEL    | Alpecin-Deceuninck       | "                      |

| Platz | Fahrer         | Nation | Team                   | Zeit       |
| ----- | -------------- | ------ | ---------------------- | ---------- |
| 01.   | Ethan Vernon   | GBR    | Soudal Quick-Step      | 4:12:59 h  |
| 02.   | Josef Černý    | CZE    | Soudal Quick-Step      | "          |
| 03.   | Tobias Foss    | NOR    | Jumbo-Visma            | + 0:01 min |
| 04.   | Rémi Cavagna   | FRA    | Soudal Quick-Step      | "          |
| 05.   | Nico Denz      | GER    | Bora-hansgrohe         | + 0:04 min |
| 06.   | Joel Suter     | SUI    | Tudor Pro Cycling Team | + 0:05 min |
| 07.   | Ethan Hayter   | GBR    | Ineos Grenadiers       | "          |
| 08.   | Mikkel Bjerg   | DEN    | UAE Team Emirates      | + 0:09 min |
| 09.   | Matteo Sobrero | ITA    | Team Jayco AlUla       | "          |
| 10.   | Ivo Oliveira   | POR    | UAE Team Emirates      | + 0:10 min |

Etappe 2: Morteau – La Chaux-de-Fonds (162,7 km)
Die zweite Etappe startete im französischen Morteau und führte nach La Chaux-de-Fonds. Nach dem Start absolvierten die Fahrer eine kleine Schleife über Gilley, ehe die Strecke durch Le Russey in Richtung Norden führte. Nach Charquemont erfolgte eine kurze Abfahrt, bevor nach 73 Kilometern bei Biaufond die Schweizer Staatsgrenze erreicht wurde. Direkt im Anschluss führte die Strecke über die Côte du Doubs (1057 m), wo nach 81,8 Kilometern eine Bergwertung der 2. Kategorie überquert wurde. Kurz darauf erfolgte die erste Zieldurchfahrt in La Chaux-de-Fonds, und die Fahrer nahmen eine 22 Kilometer lange Runde in Angriff, auf der ein Zwischensprint und eine Bergwertung der dritten Kategorie (Le Communal, 1158 m) bei La Sagne ausgefahren wurden. Nach der zweiten Zieldurchfahrt folgte eine größere Schlussrunde, die mit dem Col de la Vue des Alpes (1283 m) und dem Col de la Tourne (1157 m) zwei Bergwertungen der 2. Kategorie enthielt. Nach dem zweiten Zwischensprint wurde der Anstieg Le Communal (3. Kategorie) ein weiteres Mal, 10,7 Kilometer vor dem Ziel, überquert. Dieser wies auf einer Länge von 1,6 Kilometern eine durchschnittliche Steigung von 7,6 % auf.
| Platz | Fahrer              | Nation | Team                     | Zeit                   |
| ----- | ------------------- | ------ | ------------------------ | ---------------------- |
| 01.   | Ethan Hayter        | GBR    | Ineos Grenadiers         | 3:55:20 h (41,48 km/h) |
| 02.   | Juan Ayuso          | ESP    | UAE Team Emirates        | "                      |
| 03.   | Romain Bardet       | FRA    | Team DSM                 | "                      |
| 04.   | Matteo Sobrero      | ITA    | Team Jayco AlUla         | "                      |
| 05.   | Oscar Onley         | GBR    | Team DSM                 | "                      |
| 06.   | Harry Sweeny        | AUS    | Lotto Dstny              | "                      |
| 07.   | Kobe Goossens       | BEL    | Intermarché-Circus-Wanty | "                      |
| 08.   | Magnus Cort Nielsen | DEN    | EF Education-EasyPost    | "                      |
| 09.   | Finn Fisher-Black   | NZL    | UAE Team Emirates        | "                      |
| 10.   | Nick Schultz        | AUS    | Israel-Premier Tech      | "                      |

| Platz | Fahrer               | Nation | Team               | Zeit       |
| ----- | -------------------- | ------ | ------------------ | ---------- |
| 01.   | Ethan Hayter         | GBR    | Ineos Grenadiers   | 8:08:14 h  |
| 02.   | Tobias Foss          | NOR    | Jumbo-Visma        | + 0:06 min |
| 03.   | Rémi Cavagna         | FRA    | Soudal Quick-Step  | "          |
| 04.   | Juan Ayuso           | ESP    | UAE Team Emirates  | + 0:11 min |
| 05.   | Matteo Sobrero       | ITA    | Team Jayco AlUla   | + 0:14 min |
| 06.   | Nelson Oliveira      | POR    | Movistar Team      | + 0:15 min |
| 07.   | Romain Bardet        | FRA    | Team DSM           | + 0:17 min |
| 08.   | Jonathan Castroviejo | ESP    | Ineos Grenadiers   | "          |
| 09.   | Finn Fisher-Black    | NZL    | UAE Team Emirates  | "          |
| 10.   | Rainer Kepplinger    | AUT    | Bahrain Victorious | + 0:18 min |

Etappe 3: Châtel-Saint-Denis – Châtel-Saint-Denis (18,7 km)
Die dritte Etappe fand als Einzelzeitfahren statt, das um die Stadt Châtel-Saint-Denis ausgetragen wurde. Nach dem Start unweit der Chapelle du Gottau führte die Strecke zunächst in Richtung Norden, ehe die Fahrer kurz vor Semsales wendeten und auf einer schmalen Straße zurück in Richtung Süden fuhren. Nach rund sieben Kilometern erreichten sie die Route de la Frasse, die stetig anstieg und gen Osten führte. Die Fahrer folgten dem Straßenverlauf und erreichten bei Les Paccots nach rund 12 gefahrenen Kilometern den höchsten Punkt, ehe eine schnelle Abfahrt zurück nach Châtel-Saint-Denis erfolgte.
| Platz | Fahrer           | Nation | Team               | Zeit                   |
| ----- | ---------------- | ------ | ------------------ | ---------------------- |
| 01.   | Juan Ayuso       | ESP    | UAE Team Emirates  | 0:25:15 h (44,44 km/h) |
| 02.   | Matteo Jorgenson | USA    | Movistar Team      | + 0:05 min             |
| 03.   | Adam Yates       | GBR    | UAE Team Emirates  | + 0:17 min             |
| 04.   | Nelson Oliveira  | POR    | Movistar Team      | + 0:18 min             |
| 05.   | Will Barta       | USA    | Movistar Team      | + 0:19 min             |
| 06.   | Damiano Caruso   | ITA    | Bahrain Victorious | + 0:20 min             |
| 07.   | Mikkel Bjerg     | DEN    | UAE Team Emirates  | + 0:24 min             |
| 08.   | Tobias Foss      | NOR    | Jumbo-Visma        | "                      |
| 09.   | Gino Mäder       | SUI    | Bahrain Victorious | + 0:25 min             |
| 10.   | Max Poole        | GBR    | Team DSM           | + 0:27 min             |

| Platz | Fahrer               | Nation | Team               | Zeit       |
| ----- | -------------------- | ------ | ------------------ | ---------- |
| 01.   | Juan Ayuso           | ESP    | UAE Team Emirates  | 8:33:40 h  |
| 02.   | Matteo Jorgenson     | USA    | Movistar Team      | + 0:18 min |
| 03.   | Tobias Foss          | NOR    | Jumbo-Visma        | + 0:19 min |
| 04.   | Nelson Oliveira      | POR    | Movistar Team      | + 0:22 min |
| 05.   | Adam Yates           | GBR    | UAE Team Emirates  | + 0:30 min |
| 06.   | Damiano Caruso       | ITA    | Bahrain Victorious | + 0:32 min |
| 07.   | Finn Fisher-Black    | NZL    | UAE Team Emirates  | + 0:34 min |
| 08.   | Jonathan Castroviejo | ESP    | Ineos Grenadiers   | + 0:36 min |
| 09.   | Max Poole            | GBR    | Team DSM           | + 0:37 min |
| 10.   | Ethan Hayter         | GBR    | Ineos Grenadiers   | + 0:38 min |

Etappe 4: Sion – Thyon 2000 (161,6 km)
Die vierte Etappe startete in Sion und ging mit der einzigen Bergankunft in Thyon zu Ende. Nach dem Start führte die Strecke zunächst entlang der Rhone in Richtung Westen, ehe die Fahrtrichtung nach Saillon gen Osten drehte und die Fahrer dem Fluss stromaufwärts folgten. Zuvor wurde jedoch nach bereits 6,3 Kilometern in Chamoson (632 m) eine Bergwertung der 3. Kategorie überquert. Nach 30 Kilometern begann die Straße erneut zu steigen und führte über Anzère (1542 m) und Lens (1144 m) an Sion vorbei. In den beiden Dörfern wurden Bergwertungen der 1. und 3. Kategorie abgenommen. Nach der anschließenden Abfahrt absolvierten die Fahrer einen Rundkurs zwischen Sierre und Conthey, auf dem nach 92,6 gefahrenen Kilometern der erste Zwischensprint ausgefahren wurde. Bei der zweiten Durchfahrung von Bramois bogen die Fahrer links ab und nahmen den Anstieg nach Suen in Angriff, der mit einer Bergwertung der 1. Kategorie versehen war. Die anschließende Abfahrt erfolgte über Vex, wo 27,9 Kilometer vor dem Ziel der zweite Zwischensprint erfolgte. Unmittelbar nachdem die Fahrer das Ufer der Rhone erreicht hatten, begann die Straße erneut zu steigen und führte zum Ziel in Thyon. Der Schlussanstieg war 20,8 Kilometer lang und wies eine durchschnittliche Steigung von 7,6 % auf. Wenige Meter vor dem Ziel wurde eine weitere Bergwertung der 1. Kategorie abgenommen.
| Platz | Fahrer            | Nation | Team               | Zeit                   |
| ----- | ----------------- | ------ | ------------------ | ---------------------- |
| 01.   | Adam Yates        | GBR    | UAE Team Emirates  | 4:40:41 h (34,54 km/h) |
| 02.   | Thibaut Pinot     | FRA    | Groupama-FDJ       | + 0:07 min             |
| 03.   | Damiano Caruso    | ITA    | Bahrain Victorious | + 0:19 min             |
| 04.   | Max Poole         | GBR    | Team DSM           | + 0:21 min             |
| 05.   | Matteo Jorgenson  | USA    | Movistar Team      | "                      |
| 06.   | Cian Uijtdebroeks | BEL    | Bora-hansgrohe     | + 0:23 min             |
| 07.   | Romain Bardet     | FRA    | Team DSM           | + 0:45 min             |
| 08.   | Egan Bernal       | COL    | Ineos Grenadiers   | + 0:54 min             |
| 09.   | Eddie Dunbar      | IRL    | Team Jayco AlUla   | "                      |
| 10.   | Thomas Gloag      | GBR    | Jumbo-Visma        | "                      |

| Platz | Fahrer            | Nation | Team               | Zeit       |
| ----- | ----------------- | ------ | ------------------ | ---------- |
| 01.   | Adam Yates        | GBR    | UAE Team Emirates  | 13:14:41 h |
| 02.   | Matteo Jorgenson  | USA    | Movistar Team      | + 0:19 min |
| 03.   | Damiano Caruso    | ITA    | Bahrain Victorious | + 0:27 min |
| 04.   | Max Poole         | GBR    | Team DSM           | + 0:38 min |
| 05.   | Thibaut Pinot     | FRA    | Groupama-FDJ       | + 0:41 min |
| 06.   | Cian Uijtdebroeks | BEL    | Bora-hansgrohe     | + 1:21 min |
| 07.   | Romain Bardet     | FRA    | Team DSM           | + 1:28 min |
| 08.   | Egan Bernal       | COL    | Ineos Grenadiers   | + 1:53 min |
| 09.   | Eddie Dunbar      | IRL    | Team Jayco AlUla   | "          |
| 10.   | Rafał Majka       | POL    | UAE Team Emirates  | + 2:07 min |

Etappe 5: Vufflens-la-Ville – Genf (170,8 km)
Die fünfte und abschließende Etappe startete in Vufflens-la-Ville und endete in Genf. Nach dem Start wurde ein kleiner Rundkurs über La Sarraz und Penthalaz befahren, ehe die Strecke in Richtung Westen führte. Nach rund 30 Kilometern erfolgte der erste Zwischensprint. Auf der weiteren Fahrt Richtung Westen nahmen die Fahrer mit dem Anstieg von Grand Fuey (1177 m) eine Bergwertung der 2. Kategorie in Angriff, ehe die Strecke bei Rolle zum Ufer des Genfersees führte. 51,4 Kilometer vor dem Ziel wurde mit dem Anstieg von Le Mollard (710 m) die letzte Bergwertung überquert, die als Steigung der 3. Kategorie klassifiziert war. Rund 32 Kilometer vor dem Ziel erfolgte in Gingins der zweite Zwischensprint, ehe die letzten Kilometer leicht abschüssig nach Genf führten.
| Platz | Fahrer              | Nation | Team                     | Zeit                   |
| ----- | ------------------- | ------ | ------------------------ | ---------------------- |
| 01.   | Fernando Gaviria    | COL    | Movistar Team            | 3:58:01 h (43,06 km/h) |
| 02.   | Nikias Arndt        | GER    | Bahrain Victorious       | "                      |
| 03.   | Ethan Hayter        | GBR    | Ineos Grenadiers         | "                      |
| 04.   | Milan Menten        | BEL    | Lotto Dstny              | "                      |
| 05.   | Gianmarco Garofoli  | ITA    | Astana Qazaqstan Team    | "                      |
| 06.   | Luca Mozzato        | ITA    | Team Arkéa-Samsic        | "                      |
| 07.   | Lewis Askey         | GBR    | Groupama-FDJ             | "                      |
| 08.   | Magnus Cort Nielsen | DEN    | EF Education-EasyPost    | "                      |
| 09.   | Matteo Sobrero      | ITA    | Team Jayco AlUla         | "                      |
| 10.   | Dion Smith          | NZL    | Intermarché-Circus-Wanty | "                      |

| Platz | Fahrer            | Nation | Team               | Zeit       |
| ----- | ----------------- | ------ | ------------------ | ---------- |
| 01.   | Adam Yates        | GBR    | UAE Team Emirates  | 17:12:42 h |
| 02.   | Matteo Jorgenson  | USA    | Movistar Team      | + 0:19 min |
| 03.   | Damiano Caruso    | ITA    | Bahrain Victorious | + 0:27 min |
| 04.   | Max Poole         | GBR    | Team DSM           | + 0:38 min |
| 05.   | Thibaut Pinot     | FRA    | Groupama-FDJ       | + 0:41 min |
| 06.   | Cian Uijtdebroeks | BEL    | Bora-hansgrohe     | + 1:21 min |
| 07.   | Romain Bardet     | FRA    | Team DSM           | + 1:28 min |
| 08.   | Egan Bernal       | COL    | Ineos Grenadiers   | + 1:53 min |
| 09.   | Eddie Dunbar      | IRL    | Team Jayco AlUla   | "          |
| 10.   | Rafał Majka       | POL    | UAE Team Emirates  | + 2:07 min |

## Wertungen im Verlauf
| Etappe          | Etappensieger    | Gesamtwertung | Punktewertung | Bergwertung    | Nachwuchswertung | Teamwertung       |
| --------------- | ---------------- | ------------- | ------------- | -------------- | ---------------- | ----------------- |
| Prolog          | Josef Černý      | Josef Černý   | Josef Černý   | nicht vergeben | Ethan Vernon     | Soudal Quick-Step |
| 1               | Ethan Vernon     | Ethan Vernon  | Ethan Vernon  | Julien Bernard | Ethan Vernon     | Soudal Quick-Step |
| 2               | Ethan Hayter     | Ethan Hayter  | Ethan Hayter  | Julien Bernard | Juan Ayuso       | UAE Team Emirates |
| 3               | Juan Ayuso       | Juan Ayuso    | Ethan Hayter  | Julien Bernard | Juan Ayuso       | UAE Team Emirates |
| 4               | Adam Yates       | Adam Yates    | Ethan Hayter  | Julien Bernard | Matteo Jorgenson | UAE Team Emirates |
| 5               | Fernando Gaviria | Adam Yates    | Ethan Hayter  | Julien Bernard | Matteo Jorgenson | UAE Team Emirates |
| Wertungssieger: | Wertungssieger:  | Adam Yates    | Ethan Hayter  | Julien Bernard | Matteo Jorgenson | UAE Team Emirates |